# Jens Rydgren
Jens Rydgren, född 1969, är en svensk författare och professor i sociologi vid Stockholms universitet, där han bland annat har specialiserat sig på forskning inom politisk sociologi. Han har under många år studerat radikala högerpopulistiska partier i Europa. I maj 2002 disputerade han på avhandlingen "Political Protest and Ethno-Nationalist Mobilization: The Case of the French Front National" (Politisk protest och etno-nationell mobilisering. Fallet franska Nationella fronten) med professor Sidney Tarrow vid Cornelluniversitetet som opponent. Han har av flera olika medier använts som expert på högerpopulism i Europa, bland annat om partierna Sverigedemokraterna och Nationella fronten. Han är sedan 2021 ledamot av Kungl. Vitterhetsakademien.